# Talang Baru (Sidomulyo)
Talang Baru is een bestuurslaag in het regentschap Lampung Selatan van de provincie Lampung, Indonesië. Talang Baru telt 1890 inwoners (volkstelling 2010).